# Cymatophoropsis formosana
Cymatophoropsis formosana là một loài bướm đêm trong họ Noctuidae.